# Monte Cowart
Il Monte Cowart (in lingua inglese: Mount Cowart) è una montagna antartica, alta 1.245 m, situata a metà del Gale Ridge, nel Neptune Range, che fa parte dei Monti Pensacola in Antartide.
Il monte è stato mappato dall'United States Geological Survey (USGS) sulla base di rilevazioni e foto aeree scattate dalla U.S. Navy nel periodo 1956-66.
La denominazione è stata assegnata dall'Advisory Committee on Antarctic Names (US-ACAN) in onore del sergente maggiore Ray J. Cowart, della United States Air Force, ingegnere di volo della United States Air Force Electronic Test Unit nei Monti Pensacola durante l'estate del 1957-58.